# Powązki (Garten)

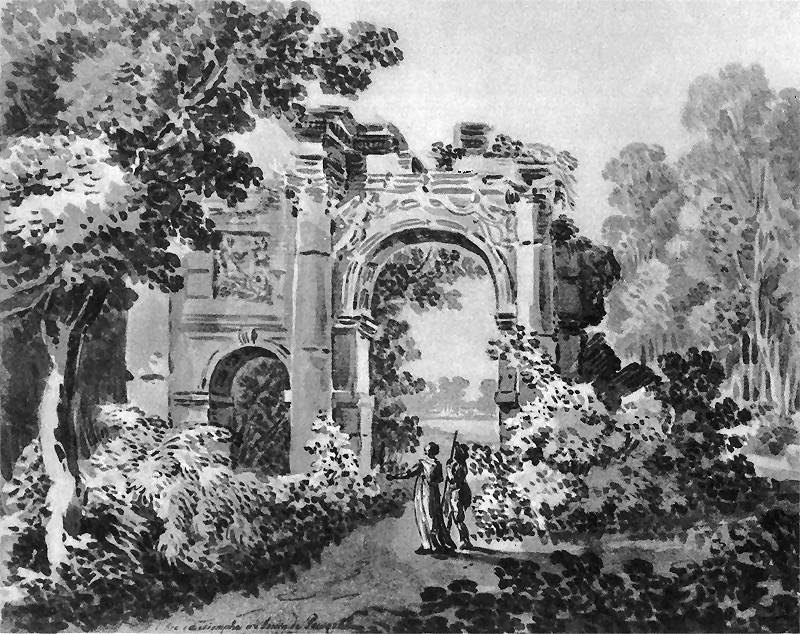
Zygmunt Vogel, „Ausschnitt des Czartoryski-Parkes in Powązki mit Triumpbogenruine“ (poln.: Fragment ogrodu Powązki Czartoryskiej z ruinami łuku triumfalnego), Bleistift und Pinsel, etwa um 1800

Powązki war eine Parkanlage im ehemaligen und heute in Warschau eingemeindeten Dorf Powązki der Fürstin Izabela Czartoryska. Die von einem sentimental-romantischen Stil geprägte Anlage diente der Fürstin auch als Sommersitz und zählt mit dem Park Arkadia (bei Nieborów) ihrer Freundin Helena Radziwiłłowa zu den frühen Landschaftsgärten in Polen. Der Garten ist nicht erhalten, das Gelände überbaut.

## Geschichte
Vorbild für die Gartengestaltung war das Petit Trianon bei Versailles. Die Arbeiten begannen 1771 auf dem Gebiet des Dorfes Powązki, das der Fürstin gehörte. Der Garten wurde 1794 im Zusammenhang mit der Niederschlagung des Aufstandes unter Tadeusz Kościuszko von russischen Truppen vollständig zerstört. Izabela Czartoryska ließ die Anlage nicht wiederherstellen, sondern baute stattdessen ihre Residenz Puławy (bei Lublin) aus; zwei unzerstörte Standbilder, die Marmorgruppe Tankred und Clorinda und eine Statue der Pamela wurden dorthin verbracht.

## Bestandteile
Die Gestalt und das Inventar des Gartens sind durch einen Gartenplan, einige Gemälde von Jan Piotr Norblin sowie eine Schilderung des Architekten Szymon Bogumił Zug („Ogrody w Warszawie i jej okolicach, opisane w roku 1784“) bekannt. Der Garten war weitgehend im kosmopolitischen Stil des zeitgenössisch „modernen“ englischen Landschaftsgartens angelegt. Der Garten umschloss ein kleines Gewässer, das kleine Buchten und eine unregelmäßige Uferlinie aufwies.
Im östlichen Teil des Gartens lag das Landhaus, das der Fürstin als Sommersitz diente, mit einem sich anschließenden Gartenparterre im herkömmlichen, geometrischen Stil. Alle anderen Bereiche des Gartens waren landschaftlich gestaltet und mit Einzelgebäuden und Staffagebauwerken geschmückt. Insbesondere die als künstliche Ruinen ausgeführten Bauwerke, darunter ein Römischer Bogen (Łuk rzymski) und eine „antike“ Ruine, trugen zum verklärenden Gesamteindruck einer vergangenen, als besser empfundenen Zeit bei.
Weitere Gebäude waren eine Meierei, ein gotischer Turm, eine eingestürzte Schleuse, ein „alter“ Turm und eine Schlossruine auf einem kleinen Berg. Den Abschluss bildete eine Eremitage, dessen Bewohner („Schmuckeremit“) die Funktion eines Gartenaufsehers wahrnahm.